# Wild Wild West (chanson)
Pour les articles homonymes, voir Les Mystères de l'Ouest (homonymie).
Singles de Will Smith
Miami
(1998) Will 2K
(1999)
Wild Wild West est une chanson interprétée par Will Smith, figurant sur la bande originale du film du même nom et sur l'album studio Willennium.

## Historique
La chanson reprend un sample et la mélodie du refrain de la chanson I Wish de Stevie Wonder.

## Liste des titres
Royaume-Uni - CD1
1. Wild Wild West – 4:05
2. Gettin' Jiggy Wit I (version album) – 3:48
3. Big Willie Style (Left Eye Remix) – 3:35

 Royaume-Uni - CD2
1. Wild Wild Wes – 4:05
2. Miami (Jason Nevins' Live on South Beach Dub) – 5:11
3. Chasing Forever – 4:16

 Thaïlande - maxi single
1. Wild Wild West – 4:05
2. Wild Wild West (version radio) – 3:29
3. Wild Wild West (a cappella) – 4:05
4. Miami (Miami Mix) – 4:40
5. Just the Two of Us (Rodney Jerkins Remix featuring Brian McKnight) – 4:14

 États-Unis - maxi single
1. Wild Wild West (version album) – 4:08
2. Wild Wild West (version radio) – 3:28
3. Wild Wild West (instrumentale) – 4:09
4. Wild Wild West (a cappella) – 4:05

## Clip
Sorti en 2000, le clip reprend des extraits du film où il figure auprès de Salma Hayek et Kevin Kline. Il est réalisé par Paul Hunter.

## Classements

### Classements hebdomadaires
| Classements (1999)                      | Meilleure position |
| --------------------------------------- | ------------------ |
| Allemagne (Media Control AG)            | 3                  |
| Australie (ARIA)                        | 8                  |
| Autriche (Ö3 Austria Top 40)            | 5                  |
| Belgique (Flandre Ultratop 50 Singles)  | 5                  |
| Belgique (Wallonie Ultratop 50 Singles) | 3                  |
| Canada (Canadian Singles Chart)         | 3                  |
| Espagne (PROMUSICAE)                    | 4                  |
| Finlande (Suomen virallinen lista)      | 6                  |
| France (SNEP)                           | 4                  |
| Nouvelle-Zélande (RMNZ)                 | 2                  |
| Norvège (VG-lista)                      | 2                  |
| Pays-Bas (Single Top 100)               | 2                  |
| Suède (Sverigetopplistan)               | 4                  |
| Suisse (Schweizer Hitparade)            | 2                  |
| Royaume-Uni (UK Singles Chart)          | 2                  |
| Royaume-Uni (UK R&B Chart)              | 1                  |
| États-Unis (Hot 100)                    | 1                  |
| États-Unis (R&B/Hip-Hop Songs)          | 3                  |
| États-Unis (Pop Airplay)                | 4                  |